# Silurichthys
Silurichthys — рід риб з родини Сомові ряду сомоподібних. Має 9 видів.

## Опис
Рід дрібних сомів. Загальна довжина їх коливається від 8 до 15 см. Нагадують зовнішнім виглядом європейського сома в мініатюрі. Голова широка, дещо витягнута. Очі маленькі, що обумовлено середовищем проживання. Тулуб витягнутий. У дорослих самців є широкий й дещо сплощений спинний плавець з шипами, у молоді та самиць такі шипи відсутні.
Забарвлення шкіри коричневе з різними відтінками, черево дещо світліше.

## Спосіб життя
Зустрічаються в річках, лісових струмках і протоках з кислою чорною водою. Віддає перевагу торфовищам, заваленими суччям і опалим листям, під якими відсиджуються в денний час. Вночі виходять на полювання, піднімаючись до поверхні, де підбирають впали у воду комах. Також полюють водних безхребетних.
Низка видів є об'єктом для рибальства, інші шануються акваріумістами.

## Розповсюдження
Поширені в басейні річки Меконг і островах Індонезії.

## Види
- Silurichthys citatus
- Silurichthys gibbiceps
- Silurichthys hasseltii
- Silurichthys indragiriensis
- Silurichthys ligneolus
- Silurichthys marmoratus
- Silurichthys phaiosoma
- Silurichthys sanguineus
- Silurichthys schneideri